# Pavel Bušta
Pavel Bušta (* 18. listopadu 1991 Praha) je současný český básník, prozaik a žurnalista.

## Dílo
- Expres Praha - Radotín (2011, Mladá fronta) – povídkový soubor o dospívání vzniknuvší na samém prahu plnoletosti

- Dvojtváří (2013, Aula) – básnická sbírka vyznačující se střídáním dvou poloh - vážné, v níž se básník obrací jak ke svému nitru, tak ke kultuře a historii lidstva, a té nespoutané, silně ironizující širokou škálu světských neřestí v popředí s těmi autorovými
- Sigmundovy můry (2015, Togga) – sbírka čtrnácti povídek pojednávajících převážně o labilních jedincích s narušenou psychikou, kniha obsahuje sedm autorových ilustrací a je úspěšným crowdfundingovým projektem serveru HitHit.com; nominace na Literu za prózu 2016
- Faust (2015, Galén, Divadlo na okraji) – první vydání překladu Goethova Fausta v provedení Olgy Maškové, Bušta knihu doprovodil ilustracemi
- Jednadvacátý století (2016, Togga) – druhá autorova básnická sbírka
- Lobotomík (Argo, 2019) – novela s psychedelickými prvky

Za dramatizaci svého debutu expres praha radotín ve spolupráci s Divadlem na okraji získal v roce 2013 třetí místo v Ceně Evalda Schorma.

## Literární aktivity
Je příležitostným přispěvatelem literárního webu iLiteratura.cz a časopisu Reflex.